# Paul Firley
Paul Firley (* 1. Februar 1881 in Klein Mönsdorf (Ostpreußen); † im 20. Jahrhundert) war ein deutscher Landwirt und Politiker (DNVP).

## Leben
Firley machte eine Landwirtschaftslehre und besuchte die Landwirtschaftsschule in Allenstein. Danach war er in der Landwirtschaft tätig und übernahm 1908 das väterliche Gut. Im Ersten Weltkrieg war er Soldat und schied als Vizewachtmeister aus dem Dienst aus. 
Von 1925 bis 1933 war er für die DNVP und den Kreis Rößel Mitglied im Provinziallandtag der Provinz Ostpreußen. Februar 1926 bis Januar 1930 war er für die Arbeitsgemeinschaft (verschiedener bürgerlicher Parteien) stellvertretendes Mitglied des Preußischen Staatsrates.